# (55702) Thymoitos
(55702) Thymoitos ist ein Asteroid aus der Gruppe der Jupiter-Trojaner. Damit werden Asteroiden bezeichnet, die auf den Lagrange-Punkten auf der Bahn des Jupiter um die Sonne laufen.
(55702) Thymoitos wurde am 17. Oktober 1977 von den niederländischen Astronomen Cornelis Johannes van Houten, Ingrid van Houten-Groeneveld und Tom Gehrels am Palomar-Observatorium (IAU-Code 675) entdeckt. Er ist dem Lagrangepunkt L5 zugeordnet.
Der Asteroid ist nach Thymoites benannt, einem trojanischen Senator, der der Sage nach veranlasste, das hölzerne Pferd in die Stadt zu bringen, um sich an Priamos für die Ermordung seines Sohnes Munippus und dessen Mutter Cilla zu rächen.